# Estación de Valdelasfuentes
Valdelasfuentes es un apeadero ferroviario subterráneo de la línea C-4 de Cercanías Madrid ubicada en la intersección de la calle del Marqués de la Valdavia y el paseo de Valdelasfuentes, en el nuevo barrio que da nombre a la estación, situado en Alcobendas.
Su tarifa corresponde a la zona B1 según el Consorcio Regional de Transportes.

## Situación ferroviaria
La estación está situada en el punto kilométrico 6,2 de la línea férrea de ancho ibérico Cantoblanco-Alcobendas. El tramo es de doble vía y está electrificado.

## Historia
Desde la década de 1970 los municipios de Alcobendas y San Sebastián de los Reyes han visto varios proyectos fallidos de introducción del ferrocarril en el conjunto de ambas localidades, que históricamente tienen sus cascos urbanos separados por una avenida. A finales de la década de 1990 se aprobó definitivamente un proyecto que permitiría dotar de ferrocarril al municipio mediante una ramificación de doble vía electrificada del «directo de Burgos» que partiera de la variante de Cantoblanco. Este ramal circulaba en superficie hasta el inicio del casco urbano de Alcobendas, donde se volvía subterráneo hasta llegar a la Avenida de España, que traza la línea divisoria de ambos municipios y está equidistante de los centros urbanos.
Así, finalmente, el ramal del que forma parte la estación se abrió al público en 2001. 
Se integró en la línea C-1 de Cercanías Madrid, lo que comunica directamente con la Universidad Autónoma de Madrid, el norte, centro y sureste de Madrid y los municipios que forman el Corredor del Henares. Desde el 9 de julio de 2008 la estación ha pasado a formar parte de la línea C-4.

## La estación

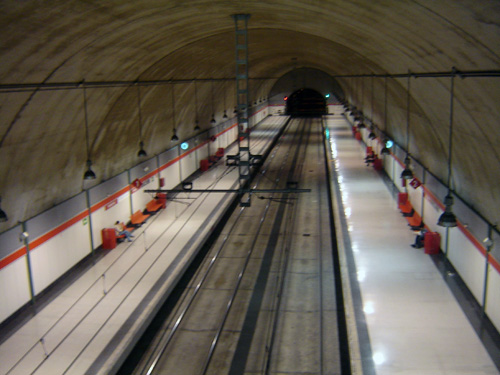
Andenes de la estación

La estación es utilizada por gran cantidad de los habitantes del norte de Alcobendas, en hora punta (de mañana y de tarde) se pueden ver en el recinto tanto estudiantes como trabajadores. En la obra de construcción de MetroNorte, la estación de Manuel de Falla quedó ubicada a una distancia muy pequeña de la estación de Valdelasfuentes (500 m aproximadamente), pero sin existir transbordo que figure en los planos ni conexión subterránea.

## Accesos
- Paseo de Valdelasfuentes C/Marqués de la Valdavia, 140 (esquina Pº Valdelasfuentes)

## Líneas y conexiones

### Cercanías
| procedencia/destino                   | < estación                            | línea | estación >                         | destino/procedencia |
| ------------------------------------- | ------------------------------------- | ----- | ---------------------------------- | ------------------- |
| Alcobendas-San Sebastián de los Reyes | Alcobendas-San Sebastián de los Reyes |       | Universidad Pontificia de Comillas | Parla               |

### Autobuses
| Diurnos |                                            |                                               |                |
| Línea   | Destino                                    | Parada                                        | Operador       |
| 2       | La Moraleja                                | 12724 Marqués Valdavia - Est. Valdelasfuentes | Empresa Montes |
| 6       | FF.CC. Valdelasfuentes - Pol. Industrial   | 12724 Marqués Valdavia - Est. Valdelasfuentes | Interbus       |
| 10      | Circular de Alcobendas (> La Moraleja)     | 12724 Marqués Valdavia - Est. Valdelasfuentes | Interbus       |
| 11      | Circular de Alcobendas (> Manuel de Falla) | 15300 José Hierro - Est. Valdelasfuentes      | Interbus       |

| Diurnos |                                    |                                               |                |
| Línea   | Destino                            | Parada                                        | Operador       |
| 157C    | Urb. Valdelasfuentes               | 12723 Marqués Valdavia - Est. Valdelasfuentes | Interbus       |
| 827     | Universidad Autónoma - Tres Cantos | 12723 Marqués Valdavia - Est. Valdelasfuentes | Empresa Montes |
| 827A    | Universidad Autónoma               | 12723 Marqués Valdavia - Est. Valdelasfuentes | Empresa Montes |
| 828     | Universidad Autónoma               | 12723 Marqués Valdavia - Est. Valdelasfuentes | Empresa Montes |
| 157C    | Madrid (Plaza de Castilla)         | 12724 Marqués Valdavia - Est. Valdelasfuentes | Interbus       |
| 827     | Madrid (Canillejas)                | 12724 Marqués Valdavia - Est. Valdelasfuentes | Empresa Montes |
| 827A    | S.S. de los Reyes - Alcobendas     | 12724 Marqués Valdavia - Est. Valdelasfuentes | Empresa Montes |
| 828     | Madrid (Canillejas)                | 12724 Marqués Valdavia - Est. Valdelasfuentes | Empresa Montes |